# Francesco Zugno
Francesco Zugno (Venecia, 1708/1709–ídem, 1787) fue un pintor italiano del período rococó.

## Vida
Zugno nació en 1709 en Venecia donde pasó la mayor parte de su vida y carrera artística. Los zugno eran una antigua y noble familia veneciana, de la que formaban parte varios artistas como Giambattista Zugno, pintor del siglo XV. Los artistas también pertenecían a la rama familiar residente en la ciudad de Brescia, como en el caso de Zugno Francesco (1574-1621), homónimo del pintor de estilo rococó, tema de esta entrada.
Muy poca información biográfica está disponible en su cuenta. Se sabe que, tras recibir una sólida formación en la Academia de Arte y Escultura de Venecia, gracias a la influencia de su padre Faustin Zugno, hacia 1730 Francesco fue admitido en el taller de Tiepolo. Durante los próximos siete años, creó varias obras, colaborando en particular con Tiepolo para finalizar los frescos de Palazzo Labia. 
El primer encargo encargado directamente a Francesco Zugno fue aquel de pintar al fresco la iglesia del convento de San Lázaro de los armenios, en Venecia.[cita requerida]
En septiembre de 1776, él fue nombrado maestro de Academia de Venecia, pero tuvo que dejar el cargo por empeoramiento de su estado de salud.
Francesco Zugno murió a los setenta y nueve años, tras un ataque de tuberculosis.
El pintor Alessandro Longhi, que lo conocía muy bien, escribió que Zugno había conservado un carácter solitario y melancólico, después del matrimonio contraído en 1742, mientras pintaba al fresco de la iglesia de Fratta Polesine, cerca de Rovigo.
Entre las obras más conocidas destacan una serie de frescos realizados con la técnica de la quadratura, por ejemplo para el ciclo pictórico de la Villa Soderini-Berti, en Nervesa, cerca de Treviso. Su estilo estuvo fuertemente condicionado por el de Tiepolo y por el de Sebastiano Ricci en su juventud, evolucionando luego en la última parte de su vida hacia un estilo cercano al neoclasicismo.

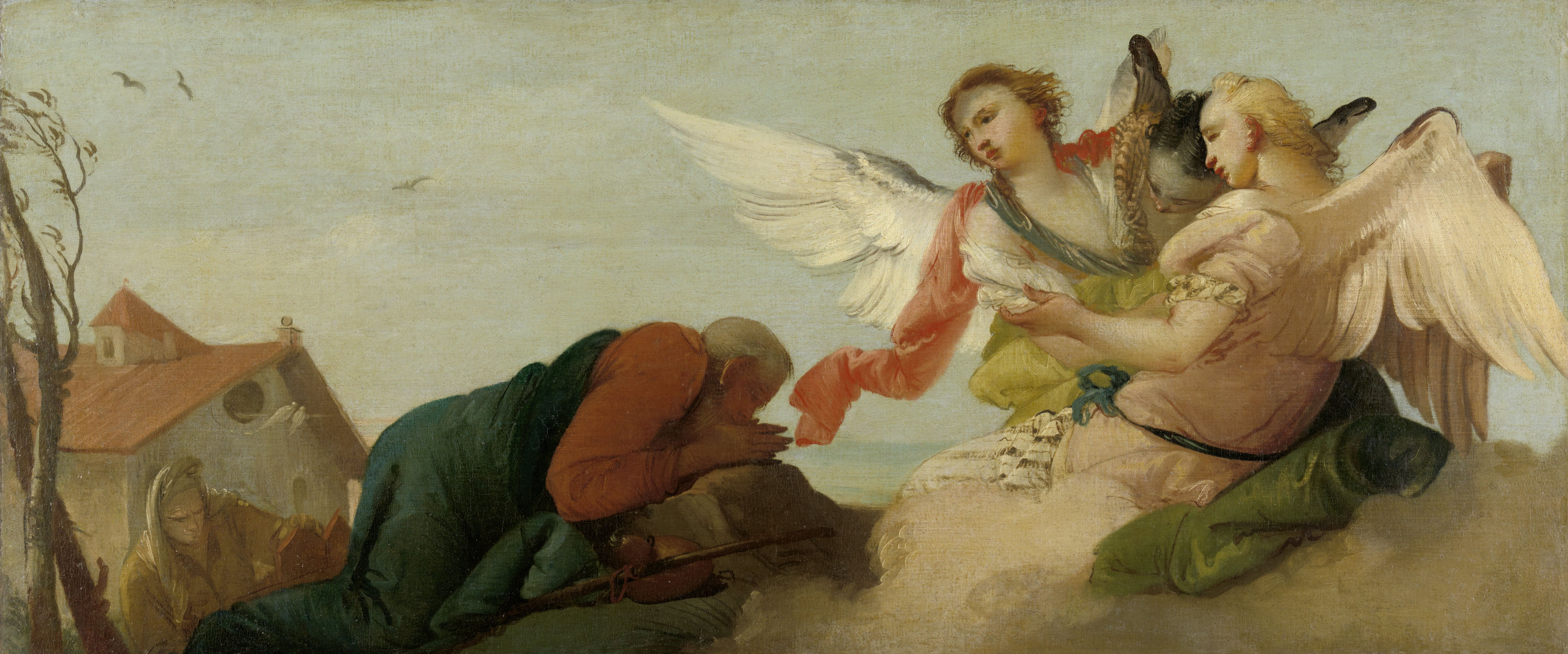
Abraham y los tres ángeles
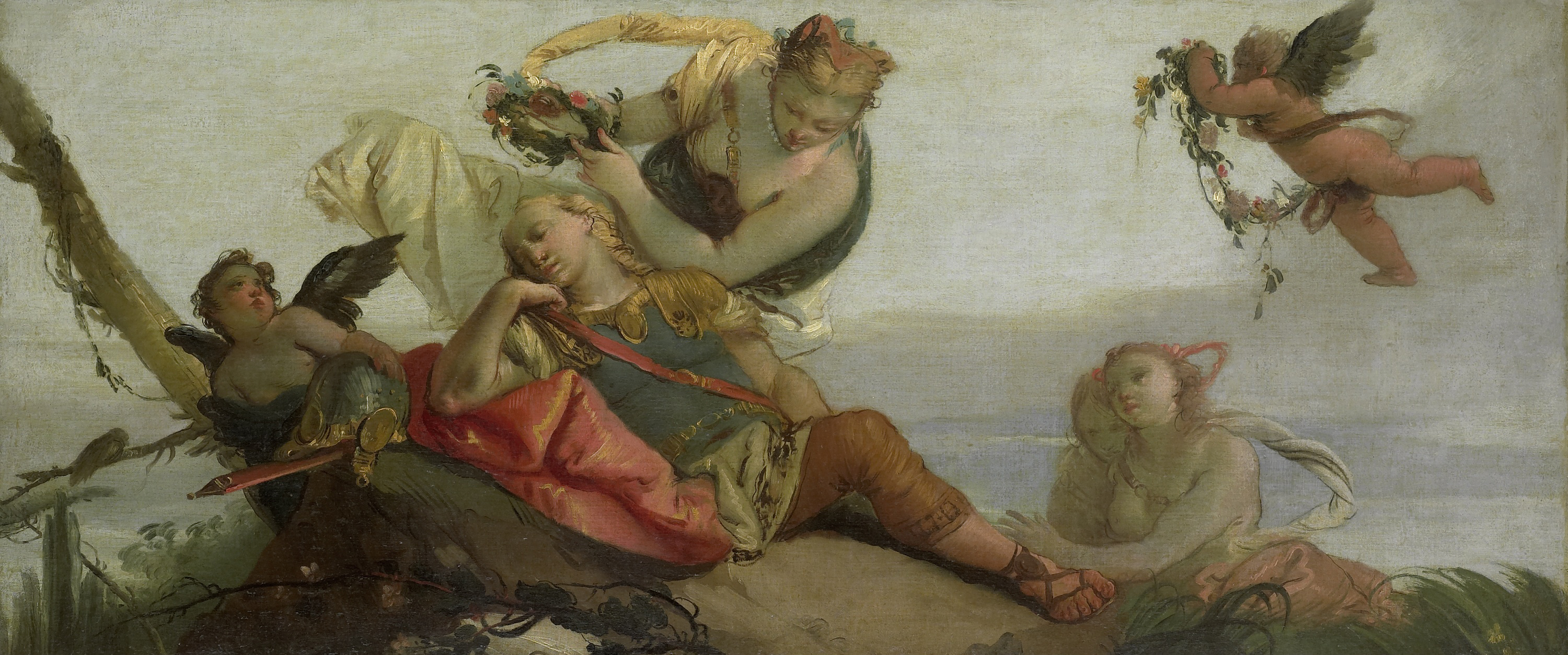
Rinaldo mientras duerme coronado por una guirnalda de flores de Amida